# August von Wassermann
August Paul von Wassermann ( 21 de febrero de 1866 - 16 de marzo de 1925) fue un bacteriólogo e higienista alemán. 

## Biografía
Nacido en Bamberg, de origen judío. Su padre Angelo era un banquero de la corte bávara que en 1910 fue elevado a la nobleza. Su madre se llamaba Dora Bauer. Estudió en el Gymnasium de su ciudad natal. Comenzó los estudios de medicina en la Universidad de Erlangen y los continuó en Munich, Viena y Estrasburgo, donde se doctoró en 1888 con una trabajo sobre el sulfona.
En 1890 empezó a trabajar con Robert Koch en el Instituto de Enfermedades Infecciosas de Berlín. En 1906 se convirtió en director de la división de terapia experimental e investigación del suero en el instituto, a lo que siguió la dirección del departamento de terapia experimental en la Kaiser-Wilhelm-Gesellschaft para el Avance de la Ciencia en Berlín-Dahlem (1913).
Wassermann desarrolló una prueba de fijación del complemento para el diagnóstico de la sífilis en 1906, justo un año después de que el organismo causante, Spirochaeta pallida, hubiera sido identificado por Fritz Schaudinn y Erich Hoffmann.  La llamada «prueba de Wassermann» permitía la detección precoz de la enfermedad (a pesar de sus síntomas inespecíficos) y, por tanto, la prevención de la transmisión. Atribuyó el desarrollo de la prueba a hallazgos anteriores de Jules Bordet y Octave Gengou (reacción de fijación del complemento) y a una hipótesis introducida por Paul Ehrlich en su interpretación de la formación de anticuerpos.
La prueba de Wassermann sigue siendo un elemento básico de la detección y prevención de la sífilis en algunas zonas, aunque a menudo ha sido sustituida por alternativas más modernas. Junto con Wilhelm Kolle, publicó el Handbuch der Pathogenen Mikroorganismen (Manual de microorganismos patógenos) en seis volúmenes.
Fue el primer galardonado con el Premio Aronson en 1921.

## Literatura
- Bibliografía relacionada con August von Wassermann en el catálogo de la Biblioteca Nacional de Alemania.
- Ludwik Fleck. Entstehung und Entwicklung einer wissenschaftlichen Tatsache. Einführung in die Lehre vom Denkstil und Denkkollektiv (zuerst 1935). Mit einer Einleitung herausgegeben von Lothar Schäfer und Thomas Schnelle. 4ª ed. Frankfurt/Main 1999
- Peter Krause. August von Wassermann (1866 - 1925). Leben und Werk unter besonderer Berücksichtigung der Wassermannschen Reaktion. Mainz, Univ., Diss., 1998
- Ilana Löwy. Testing for a sexually transmissible disease, 1907-1970: The history of the Wassermann reaction. En: Virginia Berridge/Philip Strong (eds.) AIDS and contemporary history. Cambridge UP 1993, pp. 74–92
- Lutz Sauerteig. Krankheit, Sexualität, Gesellschaft. Geschlechtskrankheiten und Gesundheitspolitik in Deutschland im 19. und frühen 20. Jahrhundert. Stuttgart 1999
- August von Wassermann/Albert Neisser/Carl Bruck. Eine serodiagnostische Reaktion bei Syphilis. En: Deutsche Medizinische Wochenschrift 48 (1906), pp. 745-746